# Maud Bénézit
Maud Bénézit est une autrice et illustratrice de bandes dessinées française, lauréate en 2022 du prix Jacarbo du festival La BD est dans le Pré de Fourques-sur-Garonne pour son premier album Il est où le Patron ?, et en 2023 du Prix Orange de la BD pour son second album J’y vais mais j’ai peur : Journal d’une Navigatrice.

## Biographie
Ingénieure agronome de formation à SupAgro Montpellier, Maud Bénézit soutient son mémoire de fin d’études en 2013. Elle participe notamment à des travaux de recherche sur l’impact des facteurs environnementaux sur la culture du pois. Elle débute ensuite une thèse à l’INRA mais s’interrompt en cours pour orienter sa carrière vers la bande dessinée. Son premier album en tant que dessinatrice, né de sa rencontre avec le collectif de femmes agricultrices Les paysannes en polaire, paraît en 2021 aux éditions Marabulles sous le titre Il est où le Patron ?,. Son second album, J’y vais mais j’ai peur : Journal d’une Navigatrice, paraît en 2023 chez Delcourt et raconte le parcours de la skipper Clarisse Crémer ainsi que son aventure lors du Vendée Globe 2020,.

## Œuvres
- Il est où le Patron ?  (scénario : collectif Les paysannes en polaire), Marabulles, 2021, 176 p. (ISBN 978-2501146845)
- J’y vais mais j’ai peur : Journal d’une Navigatrice  (scénario : Clarisse Crémer), Delcourt, 2023, 216 p. (ISBN 978-2413048169)

## Prix et récompenses
- Lauréate du prix Jacarbo du festival La BD est dans le Pré 2022 : Il est où le Patron ?[7],[8]
- Finaliste du prix BD Lecteurs.com 2022 : Il est où le Patron ?[9]
- Lauréate du Prix Orange de la BD 2023 : J’y vais mais j’ai peur : Journal d’une Navigatrice[10]
- Lauréate du Prix des Livres à L'Ouest 2024 : J’y vais mais j’ai peur : Journal d’une Navigatrice[11]